# Mil ratlles
El mil ratlles és un ratllat tèxtil consistent en ratlles verticals fines molt properes entre si (i, per tant, nombroses, d'on el nom), generalment blaves, negres o vermelles, sobre fons blanc o de to clar; vist a distància fa la impressió que la peça sigui monocolor, generalment del color de les ratlles. S'empra normalment amb roba estiuenca, roba de treball, etc.
En la vida quotidiana es tendeix a anomenar "mil ratlles" qualsevol ratllat tèxtil, abusivament: quan s'apliquen a roba formal, les ratlles tendeixen a ser bastant espaiades (ratlla diplomàtica, per exemple).

## Ús militar

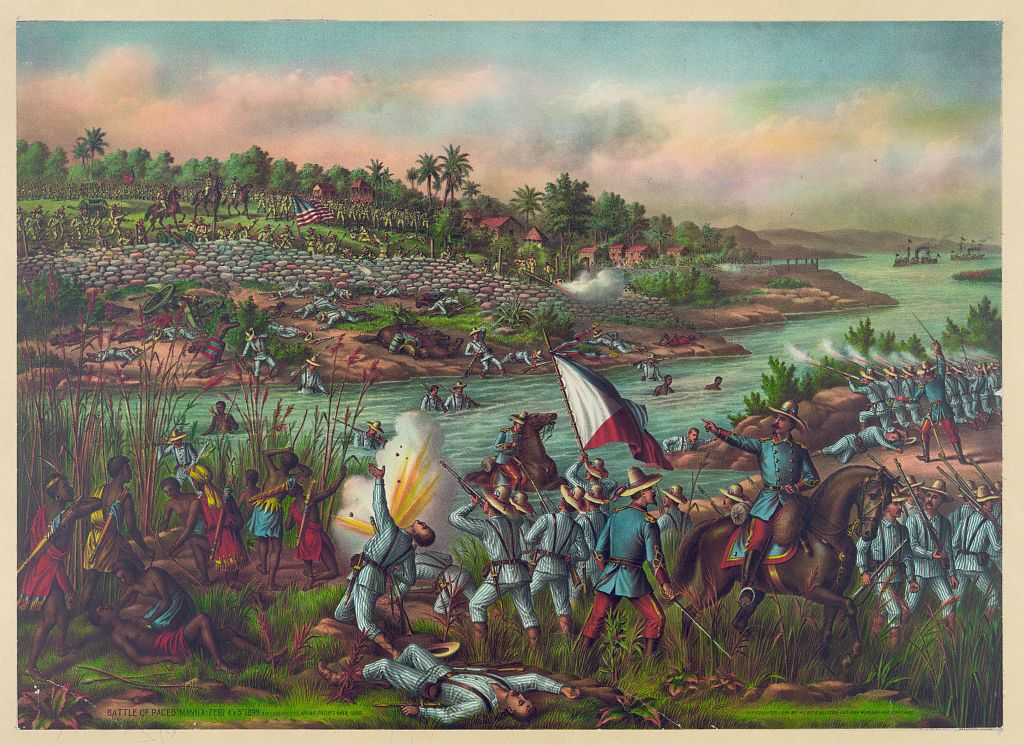
Tropes filipines amb uniforme de mil ratlles durant la batalla de Paceo (4-5 febrer 1899) contra tropes estatunidenques

El mil ratlles ha tingut un paper notable en la uniformologia militar mitjançant el seu ús per part de l'exèrcit espanyol (sota el nom de rayadillo o de mil rayas), sobretot en uniformes colonials, entre el darrer quart del segle xix i 1914.
L'exèrcit espanyol de Cuba usava barret de palla (conegut pel cubanisme jipijapa) des del 1855, i guerreres ratllades almenys des del 1856; d'ací s'estendrien a Puerto Rico i, el 1862, a les Filipines.
Emperò, els primers uniformes de mil ratlles pròpiament dits (i amb el motiu aplicat a guerrera i pantalons) daten de 1886; les ratlles, d'un blau grisenc clar, eren molt fines i molt properes; de lluny, les peces semblaven blau cel tirant a gris.
- La versió metropolitana, de tall molt senzill, era un mer uniforme de caserna i de feineig, dut generalment amb casquet (de caserna o circular, segons els períodes); persistiria fins al 1914.
- En canvi, les versions en ús a Cuba, Puerto Rico i Filipines (rayadillo ultrmarino o rayadillo colonial), fetes de cotó fi però resistent, servien per a campanya i diari, i, dins la senzillesa, eren més elaborades. Adoptades per la barator (de material i de confecció), resultaren, però, un uniforme pràctic i fresc, força adient per al clima tropical. I prou modern; potser per primera volta en la història uniformològica espanyola, les guerreres de mil ratlles eren de coll girat (però de coll dret a les Filipines). En campanya l'uniforme de mil ratlles es duia amb barret de palla (jipijapa) o, més rarament, amb casc colonial; en diari, amb el casquet circular metropolità, és a dir, blau marí i amb vius d'arma. El calçat consistia, bé en botines dutes per dins dels pantalons, bé, més sovint, en espardenyes de tipus divers. Aquest uniforme restà extingit el 1899, arran la retirada espanyola d'aqueixes colònies.

També els insurrectes filipins duien barrets de palla i uniformes de mil ratlles, bé que d'un altre disseny: les guerreres, per exemple, s'inspiraven en la línia de la jaqueta Norfolk, llavors molt de moda.
El 1901 l'exèrcit metropolità espanyol adoptà un nou uniforme de campanya per a estiu, de mil ratlles, per a tots els graus, que quant al tall era idèntic al d'hivern (és a dir, amb guerrera de coll dret, per exemple). En aquesta ocasió el motiu ratllat (rayadillo peninsular) era diferent: les ratlles eren negres i, en comparació amb les anteriors, tenien doble o triple separació entre si; vist de lluny, l'uniforme semblava blanc. La lligadura era el ros, amb funda blanca; el calçat consistia en botines amb polaines, o bé en espardenyes. Les tropes que actuaren en la Setmana Tràgica de Barcelona (juliol de 1909), per exemple, duien uniforme de mil ratlles (el qual, simptomàticament, sembla blanc o molt clar en la majoria de fotografies dels fets).
Les tropes colonials espanyoles actuants al Marroc també usaren aquest uniforme de mil ratlles, fins que el 1906 reberen un primer uniforme caqui. Teòricament, tant l'un com l'altre es duien en campanya amb el ros enfundat de blanc, i en caserna amb casquet circular; en la pràctica, segons l'abundós testimoni fotogràfic, el casquet sovint s'usava també en campanya.
El 1910 aquest mateix uniforme de mil ratlles es generalitzà a tot l'exèrcit metropolità com a uniforme d'estiu per a tot ús (fins i tot en passeig i gala). La tropa el duia amb ros en campanya, maniobres i passeig, i amb casquet circular en servei de caserna; l'oficialitat, amb ros en campanya i amb gorra de plat en passeig i diari. Al Marroc, caqui i mil ratlles conviurien, sovint barrejats, fins a la generalització del primer el 1914.
El 1914, amb l'adopció del caqui per a l'uniforme d'estiu, tant a la metròpoli com al Marroc, l'uniforme de mil ratlles s'extingí definitivament. Com a uniforme d'hivern persistiria el tradicional de ros blanc, guerrera o capot blau marí i pantalons rojos, fins a l'adopció de l'uniforme únic caqui per a tot ús el 1926, tot i que en l'entretant, per a hivern i entretemps, sovintejà força la barreja de guerrera o capot blaus amb pantalons caqui.